# Aloe schoenlandii
Aloe schoenlandii är en grästrädsväxtart som beskrevs av John Gilbert Baker. Aloe schoenlandii ingår i släktet Aloe och familjen grästrädsväxter. Inga underarter finns listade i Catalogue of Life.